# B.B.QUEENS
B.B.QUEENS（日語：ビービークイーンズ、B.B.クイーンズ），是日本音樂製作公司Being的企劃樂團。匯集了當時Being內的一班一流製作水準的音樂人。樂團名字「B.B.QUEENS」是源自在美國有「藍調之王」之稱的藍調吉他手B·B·金（B.B. King）。B.B.QUEENS在1990年結成，於1993年停止活動，其中3名女音亦在樂團活動期間另外組成了Mi-Ke作單獨演出。B.B.QUEENS直至2011年再度復出。代表作是《大家來跳舞》。

## 經歷
1990年發行的第一張單曲是用作電視動畫《櫻桃小丸子》的片尾主題曲《大家來跳舞》，奪得年度oricon公信榜單曲年榜冠軍、第32屆日本唱片大獎流行搖滾部門，並且在第41屆NHK紅白歌合戰上演唱。是Being系壟斷日本樂壇未來數年的開端。
最初，該團的團員們並沒有考慮以B.B.QUEENS的身份出現在電視上。原因是因為《大家來跳舞》獲得了廣大迴響一段時間之後，無法調整成員的行程安排，並且很難在現場演唱中重現它，因為它是輕快曲風的歌曲，所以拒絕了電視演出。直到富士電視台於1990年8月29日播出的《夜之金曲舞台SUPER》首次出現在電視上。
1991年2月，B.B.QUEENS的3名負責合音的成員宇德敬子、村上遙、渡邊真美在樂團活動期間亦另外組成「Mi-Ke」推出其CD之後獨立。
1992年，大家來跳舞的創作費被主唱坪倉唯子購買，而副手近藤房之助則與唱片公司簽訂了版稅合同，爆款讓收入產生了很大的差異。B.B.QUEENS因為合約糾紛宣布解散，於1993年2月在MUSIC STATION獻唱《蠟筆小新》片頭主題曲《夢永無止盡醒著！》作為最後演出後停止活動，其後樂團成員各自以個人名義繼續樂壇發展。
此外，在《我們的七日戰爭 ～Seven Days Dream～》中，A面單曲的專屬作曲家織田哲郎使用了所有樂器。
事隔19年，在2011年2月由近藤房之助宣布，將與坪倉唯子、宇德敬子及增崎孝司，再以B.B.QUEENS身份復出樂壇。其餘4個隊員，即村上遙、渡邊真美、栗林誠一郎、望月衛介則以專注幕後音樂工作、已退出樂壇等原因未有伴隨復出。同時為了慶祝櫻桃小丸子誕生25週年，在5月發表了復出後的新單曲「大家來跳舞 ～櫻桃小丸子誕生25週年版本～」，是1990年版《大家來跳舞》的重新編製版本。同年，決定在ARABAKI搖滾音樂節演出，這是該樂團的首次現場演出。
2012年3月28日，與神聖放逐樂隊一起推出新單曲《夢永無止盡醒著！》，是1992年版《夢永無止盡醒著！》的重新編製版本。
2013年之後，B.B.QUEENS由近藤和坪倉這2人為中心活動。
2016年8月27日，於《Animelo Summer Live 2016 刻-TOKI-》演出。
2024年12月31日，于《Bilibili最美的夜》演出，演唱了代表作《大家来跳舞》。

## 構成成員
| 坪倉唯子 （つぼくら ゆいこ）             | 1963年3月4日 · 日本大阪府枚方市 | 主唱 作詞、作曲       | ● | ● | ● |
| 近藤房之助 （）           | 1951年5月4日 · 日本愛知縣刈谷市 | 主唱、吉他 作詞、作曲 | ● | ● | ● |
| 增崎孝司 （）             | 1962年12月8日 · 日本長崎縣      | 吉他 作曲、編曲       | ● | ● |   |
| 栗林誠一郎 （）           | 1965年2月11日 · 日本東京都      | 貝斯 作曲             | ● |   |   |
| 望月衛介 （）             | 1970年10月27日 · 日本東京都     | 電子琴 作曲           | ● |   |   |
| B.B.QUEENS姐妹團（Mi-Ke） |                                 |                       |   |   |   |
| 宇德敬子 （うとく けいこ）             | 1967年4月7日 · 日本鹿兒島縣     | 合音、主唱            | ● | ● |   |
| 村上遙 （）               | 1969年12月3日 · 日本神奈川縣    | 合音                  | ● |   |   |
| 渡邊真美 （）             | 1969年9月22日 · 日本東京都      | 合音                  | ● |   |   |

## 音樂作品

### 單曲
| 枚數 | 發行日期       | 單曲名稱（日文名稱）                         | 樂曲製作                                     | 最高排名 | 備註 |
| ---- | -------------- | -------------------------------------------- | -------------------------------------------- | -------- | ---- |
| 1st  | 1990年4月4日   | 大家來跳舞（おどるポンポコリン）                               | 作詞：櫻桃子 作曲、編曲：織田哲郎            | 第1名    |      |
| 2nd  | 1990年12月19日 | 銀光閃閃的樂園（）                           | 作詞：長戶大幸 作曲、編曲：織田哲郎          | 第2名    |      |
| 3rd  | 1991年6月5日   | 我們的七日戰爭 ～Seven Days Dream～ （）     | 作詞：長戶大幸 作曲、編曲：織田哲郎          | 第10名   |      |
| 4th  | 1991年10月9日  |                                              | 作詞：秋元康 作曲、編曲：織田哲郎            | 第64名   |      |
| 5th  | 1991年12月16日 |                                              | 作詞：長戶大幸 作曲、編曲：織田哲郎          | 圈外     |      |
| 6th  | 1992年11月26日 | 夢永無止盡醒著！ （）                        | 作詞：長大幸 作曲：織田哲郎 編曲：葉山武     | 第64名   |      |
| 7th  | 2011年5月1日   | 大家來跳舞 ～櫻桃小丸子誕生25週年版本～ （おどるポンポコリン ～ちびまる子ちゃん 誕生 25th Version～） | 作詞：櫻桃子 作曲：織田哲郎 編曲：葉山武     | 第93名   |      |
| 8th  | 2012年3月28日  | 夢永無止盡醒著！ （）                        | 作詞：長戶大幸 作曲：織田哲郎 編曲：增崎孝司 | 第28名   | 名義 |
| 9th  | 2012年5月2日   | How to be happy Girl!?                       | 作詞： 作曲：福井元氣 編曲：MIO              | 第195名  | 名義 |

### 專輯

#### 原創專輯
| 枚數 | 發行日期       | 專輯名稱（日文名稱）                             | 最高排名 |
| ---- | -------------- | ------------------------------------------------ | -------- |
| 1st  | 1990年7月4日   | WE ARE B.B.QUEENS（）                            | 第32名   |
| 2nd  | 1990年12月19日 | Party                                            | 第23名   |
| 3rd  | 1991年7月3日   | 真夏的B.B.QUEENS（）                             | 第49名   |
| 4th  | 1992年8月12日  | SING!! ～SEGA GAME MUSIC presented by B.B.Queens | 圈外     |
| 5th  | 2012年9月19日  | B.B.QUEENS LEGEND ～See you someday～            | 第228名  |

#### 自翻唱專輯
| 枚數 | 發行日期      | 專輯名稱（日文名稱）      | 最高排名 |
| ---- | ------------- | ------------------------- | -------- |
| 1st  | 2011年7月20日 | ROYAL STRAIGHT B.B.QUEENS | 第115名  |

#### 精選專輯
| 枚數 | 發行日期       | 專輯名稱（日文名稱）                       | 最高排名 |
| ---- | -------------- | ------------------------------------------ | -------- |
| 1st  | 2002年11月25日 | complete of B.B.QUEENS at the BEING studio | 圈外     |
| 2nd  | 2007年12月12日 | BEST OF BEST 1000 B.B.QUEENS （）          | 圈外     |

### DVD
1. BEING LEGEND Live Tour 2012（日语：BEING LEGEND Live Tour 2012）（2013年4月10日，與T-BOLAN、FIELD OF VIEW、DEEN共同演出）

## 商業搭配
| 樂曲                                    | 商業搭配                                                    |
| --------------------------------------- | ----------------------------------------------------------- |
| 大家來跳舞                              | 富士電視台電視動畫《櫻桃小丸子》初代片尾主題曲              |
| 銀光閃閃的樂園                          | 「Victoria」廣告歌曲                                        |
|                                         | 日本電視台綜藝節目《世界買賣競猜》初代片尾主題曲            |
| 我們的七日戰爭 ～Seven Days Dream～     | 電影《我們的七日戰爭2》主題曲                               |
|                                         | NHK綜合資訊節目《週刊YOUNG情報》初代片尾主題曲              |
| Dream Island                            | 「TOKYO SLIM'91」活動形象歌曲                               |
|                                         | 日本電視台綜藝節目《第一次上街採購》主題歌                  |
|                                         | 日本電視台綜藝節目《第一次上街採購》插入曲                  |
| 夢永無止盡醒著！                        | 朝日電視台電視動畫《蠟筆小新》第2代片尾主題曲               |
| 大家來跳舞 ～櫻桃小丸子誕生25週年版本～ | 富士電視台電視動畫《櫻桃小丸子》片頭主題曲                  |
|                                         | 日本電視台綜藝節目《第一次上街採購 夏季大冒險特別篇》插入歌 |
| 未來的memories                          | TBS資訊節目、Wide Show《閒談！TOKYO MAGAMIZE》片尾主題曲    |
| 小小旅遊                                | 日本電視台旅遊節目《途中下車之旅》片尾主題曲                |
|                                         | 日本電視台旅遊節目《途中下車之旅》片尾主題曲                |

## 電視演出
- HEY！HEY！HEY！MUSIC CHAMP（富士電視台，2011年5月9日）演出
- FNS歌謠祭夏季2011（日语：FNS歌謡祭 うたの夏まつり2011）（富士電視台，2011年8月6日）演出
- 2011 FNS歌謠祭（日语：2011 FNS歌謡祭）（富士電視台，2011年12月7日）演出
- 2011 FNS歌謠祭（日语：2018 FNS歌謡祭） 第2夜（富士電視台，2018年12月12日）演出

### NHK紅白歌合戰出場歷
| 年度／放送回              | 參加次數 | 演唱歌曲   | 出演順 | 白組對手 |
| ------------------------- | -------- | ---------- | ------ | -------- |
| 1990年（平成2年）／第41回 | 初       | 大家來跳舞 | 12／29 | 植木等   |

注：出演順以「第〇組／總組數」表示。

## 廣告
- NTT西日本（日语：西日本電信電話） 廣告歌曲

## 外部連結
- B.B.QUEENS官方網站 （页面存档备份，存于） （日語）